# Dépenses de défense des pays de l'OTAN
Cet article traite des dépenses de défense des pays de l'OTAN. Les budgets de la défense sont les sommes que les États dépensent pour la mise sur pied, le maintien en condition et le déploiement en opérations de leurs forces armées. Leur définition précise est propre à chaque pays, ce qui complique les comparaisons internationales. Des statistiques sont publiées chaque année par l'OTAN selon une méthodologie que doivent suivre tous les pays membres afin de rendre les données comparables entre pays et dans le temps.

## Évolution des dépenses

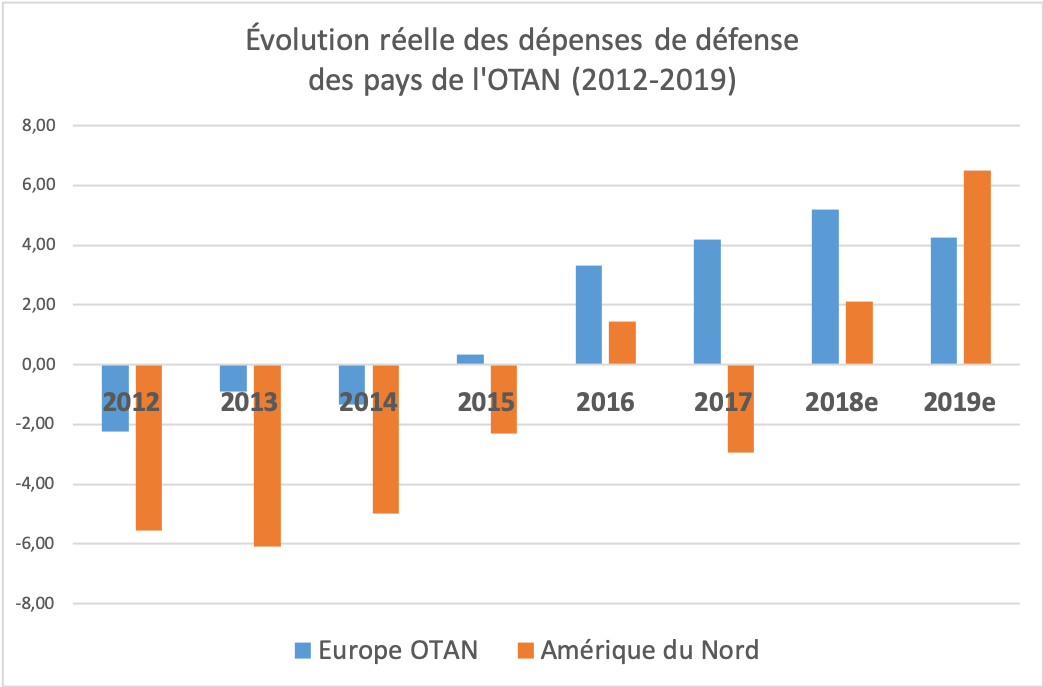
Évolution réelle des dépenses de défense des pays de l'OTAN en % d'une année à l'autre (2012-2019),

La baisse des dépenses de Défense des pays membres de l'OTAN, amorcée depuis la fin de la guerre froide, se poursuit au cours des années 2010. L'écart est important entre les Européens et les États-Unis dont l'effort de dépense exprimé en pourcentage du PIB est entre 2014 et 2016 en moyenne deux fois et demi plus élevé que celui de leurs alliés européens de l'OTAN. Cette différence s'explique en partie par le rôle mondial des États-Unis et leur engagement dans les guerres d'Afghanistan et d'Irak. Les États-Unis continuent d'être à un niveau de dépenses militaires très supérieur à tous les grands pays industrialisés occidentaux ce qui entretient tout à la fois leur poids prépondérant au sein de l'Alliance et leur demande que les Européens en fassent davantage pour leur sécurité. En 2015, alors que les États-Unis représentent 45,9 % du PNB des membres de l'OTAN, leur budget de la Défense compte pour 71,9 % du total de ses membres.
La tendance à la baisse s'inverse en 2016 en Europe : cette année là, les dépenses de défense des pays européens de l'OTAN augmentent de 3,31 % en termes réels. Aux États-Unis, les budgets militaires repartent à la hausse avec l'arrivée de Donald Trump à la présidence, qui met fin aux années de baisse voulues par Barack Obama. Ces évolutions récentes ne modifient pas substantiellement l'écart entre les États-Unis qui consacrent en 2024 à leur défense 968 milliards US$, contre 476 milliards US$ au total pour les pays d'Europe membres de l'OTAN, soit 2 fois plus,.

## Objectif 2% du PIB

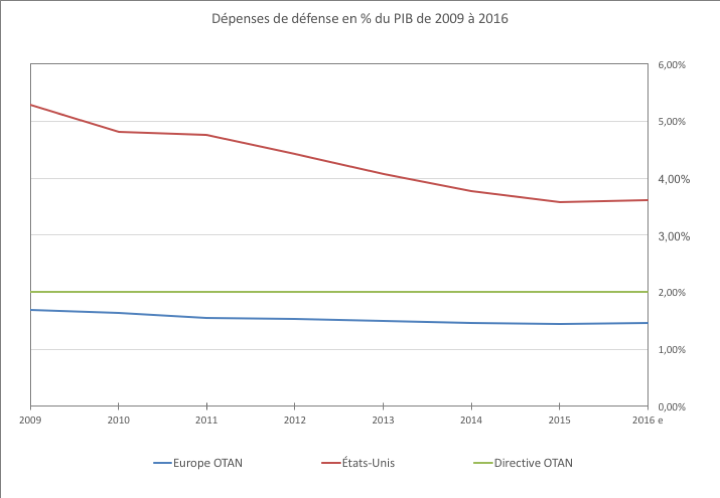
Source OTAN - Données estimées pour 2016.

Lors du sommet de 2014 au Pays de Galles, les 28 États membres de l’OTAN se sont engagés à consacrer au moins 2 % de leur PIB aux dépenses militaires d’ici 2024. En 2024, 23 des 32 États membres actuels respecteront cette règle. Les dépenses de défense des États-Unis ont toujours représenté plus de 70 % des dépenses de défense des pays de l'OTAN depuis 2010 : selon les données de l'OTAN, le budget militaire américain a augmenté pour atteindre 968 milliards de dollars en 2024, mais la part des budgets de défense totaux des États membres a diminué à 66 %,. Ce déséquilibre leur donne un poids prépondérant dans les décisions et traduit la faiblesse de l'effort de défense des États européens et leurs hésitations à bâtir une défense européenne moins dépendante des États-Unis.

## Tableau détaillé des dépenses de défense des pays de l'OTAN
Budgets 2002 des pays de l'OTAN en milliards de dollars US et en pourcentage du PIB si indiqué.
Dans sa comptabilité, la seule qui vaille pour les comparaisons internationales, l'OTAN harmonise les dépenses, retirant par exemple toute l'activité non militaire des gendarmeries ou des marines militaires. Ces tâches sont la plupart du temps assurées par des administrations civiles, Police ou Garde-Côtes dans la majorité des nations de cette alliance.
L'Islande n'a pas de forces armées et ne figure donc pas dans ce tableau.
En juin 2024, l'OTAN a publié les données finales pour 2014-2022 et des estimations pour 2023 et 2024.
| US$ courants       | 2002   | 2002  | 2017   | 2017  | 2018   | 2018  | 2019   | 2019  | 2020   | 2020  | 2021   | 2021  | 2022   | 2022  | 2023e  | 2023e | 2024e  | 2024e |
| Forces armées      | G US$  | % PIB | G US$  | % PIB | G US$  | % PIB | G US$  | % PIB | G US$  | % PIB | G US$  | % PIB | G US$  | % PIB | G US$  | % PIB | G US$  | % PIB |
| ------------------ | ------ | ----- | ------ | ----- | ------ | ----- | ------ | ----- | ------ | ----- | ------ | ----- | ------ | ----- | ------ | ----- | ------ | ----- |
| Albanie            |        |       | 0,15   | 1,11  | 0,18   | 1,16  | 0,20   | 1,28  | 0,20   | 1,30  | 0,22   | 1,24  | 0,23   | 1,21  | 0,40   | 1,75  | 0,52   | 2,03  |
| Allemagne          | 24,90  | 1,5   | 45,47  | 1,23  | 49,77  | 1,25  | 52,55  | 1,35  | 58,65  | 1,51  | 62,05  | 1,45  | 61,41  | 1,51  | 73,14  | 1,64  | 97,69  | 2,12  |
| Belgique           | 2,53   | 1,3   | 4,44   | 0,88  | 4,85   | 0,89  | 4,76   | 0,89  | 5,32   | 1,01  | 6,25   | 1,04  | 6,90   | 1,18  | 7,62   | 1,21  | 8,52   | 1,30  |
| Bulgarie           | 0,43   |       | 0,72   | 1,22  | 0,96   | 1,45  | 2,16   | 3,13  | 1,12   | 1,59  | 1,28   | 1,52  | 1,44   | 1,59  | 1,99   | 1,96  | 2,33   | 2,18  |
| Canada             | 7,40   | 1,2   | 23,70  | 1,44  | 22,40  | 1,30  | 22,57  | 1,29  | 23,33  | 1,41  | 25,50  | 1,27  | 25,90  | 1,20  | 27,99  | 1,31  | 30,50  | 1,37  |
| Croatie            |        |       | 0,93   | 1,63  | 0,97   | 1,54  | 1,00   | 1,59  | 0,98   | 1,69  | 1,36   | 1,95  | 1,29   | 1,78  | 1,44   | 1,74  | 1,62   | 1,81  |
| Danemark           | 2,40   | 1,5   | 3,78   | 1,14  | 4,56   | 1,28  | 4,49   | 1,30  | 4,89   | 1,38  | 5,27   | 1,30  | 5,47   | 1,37  | 8,14   | 2,01  | 9,94   | 2,37  |
| Espagne            | 11,40  | 1,2   | 11,89  | 0,91  | 13,20  | 0,93  | 12,63  | 0,91  | 12,83  | 1,00  | 14,85  | 1,03  | 16,45  | 1,16  | 18,88  | 1,19  | 21,27  | 1,28  |
| Estonie            | 0,13   |       | 0,54   | 2,01  | 0,62   | 2,01  | 0,64   | 2,04  | 0,72   | 2,30  | 0,75   | 2,03  | 0,82   | 2,16  | 1,24   | 3,04  | 1,44   | 3,43  |
| États-Unis         | 329,00 | 2,9   | 642,93 | 3,28  | 672,26 | 3,26  | 750,89 | 3,47  | 770,65 | 3,58  | 824,09 | 3,53  | 834,98 | 3,31  | 875,60 | 3,23  | 967,71 | 3,38  |
| Finlande           |        |       |        |       |        |       |        |       |        |       |        |       |        |       | 6,27   | 2,09  | 7,31   | 2,41  |
| France             | 46,30  | 2,5   | 46,13  | 1,78  | 50,51  | 1,81  | 49,49  | 1,81  | 52,52  | 2,00  | 56,46  | 1,91  | 52,24  | 1,88  | 59,38  | 1,96  | 64,27  | 2,06  |
| Grèce              | 3,50   | 4,6   | 4,75   | 2,38  | 5,39   | 2,54  | 5,02   | 2,45  | 5,50   | 2,91  | 8,01   | 3,70  | 8,49   | 3,88  | 6,73   | 2,80  | 7,68   | 3,08  |
| Hongrie            | 1,08   | 1,8   | 1,71   | 1,19  | 1,62   | 1,01  | 2,19   | 1,34  | 2,77   | 1,76  | 2,41   | 1,32  | 3,27   | 1,84  | 4,36   | 2,05  | 4,89   | 2,11  |
| Islande            |        |       |        |       |        |       |        |       |        |       |        |       |        |       |        |       |        |       |
| Italie             | 19,40  | 1,9   | 23,90  | 1,20  | 25,64  | 1,23  | 23,56  | 1,17  | 30,08  | 1,59  | 33,14  | 1,54  | 31,51  | 1,52  | 33,86  | 1,50  | 34,46  | 1,49  |
| Lettonie           | 0,12   |       | 0,49   | 1,59  | 0,71   | 2,06  | 0,69   | 2,02  | 0,74   | 2,16  | 0,82   | 2,09  | 0,86   | 2,12  | 1,25   | 2,87  | 1,42   | 3,15  |
| Lituanie           | 0,23   |       | 0,82   | 1,71  | 1,06   | 1,97  | 1,09   | 2,00  | 1,18   | 2,07  | 1,31   | 1,96  | 1,74   | 2,45  | 2,17   | 2,78  | 2,30   | 2,85  |
| Luxembourg         | 0,18   | 0,8   | 0,33   | 0,49  | 0,36   | 0,50  | 0,38   | 0,55  | 0,43   | 0,58  | 0,40   | 0,47  | 0,46   | 0,56  | 0,64   | 1,12  | 0,79   | 1,29  |
| Macédoine du Nord  |        |       |        |       |        |       |        |       | 0,15   | 1,24  | 0,20   | 1,45  | 0,22   | 1,61  | 0,27   | 1,81  | 0,35   | 2,22  |
| Monténégro         |        |       | 0,07   | 1,34  | 0,08   | 1,37  | 0,07   | 1,33  | 0,08   | 1,73  | 0,09   | 1,55  | 0,086  | 1,38  | 0,11   | 1,54  | 0,16   | 2,02  |
| Norvège            | 3,80   | 2,1   | 6,85   | 1,71  | 7,54   | 1,72  | 7,54   | 1,84  | 7,23   | 1,97  | 8,44   | 1,68  | 8,69   | 1,46  | 8,80   | 1,81  | 10,61  | 2,20  |
| Pays-Bas           | 6,60   | 1,6   | 9,64   | 1,15  | 11,17  | 1,22  | 12,07  | 1,32  | 12,84  | 1,41  | 13,92  | 1,36  | 13,90  | 1,44  | 16,76  | 1,66  | 21,46  | 2,05  |
| Pologne            | 3,50   | 2     | 9,94   | 1,89  | 11,86  | 2,02  | 11,82  | 1,99  | 13,36  | 2,23  | 15,10  | 2,22  | 15,34  | 2,23  | 26,48  | 3,26  | 34,98  | 4,12  |
| Portugal           | 1,30   | 2,1   | 2,74   | 1,24  | 3,25   | 1,34  | 3,30   | 1,37  | 3,27   | 1,43  | 3,90   | 1,52  | 3,58   | 1,40  | 4,24   | 1,48  | 4,63   | 1,55  |
| Roumanie           | 1,15   |       | 3,64   | 1,73  | 4,36   | 1,79  | 4,61   | 1,84  | 5,06   | 2,01  | 5,30   | 1,85  | 5,20   | 1,74  | 5,61   | 1,60  | 8,64   | 2,25  |
| Royaume-Uni        | 46,00  | 2,4   | 55,72  | 2,08  | 60,38  | 2,10  | 59,40  | 2,08  | 63,50  | 2,35  | 71,93  | 2,29  | 70,85  | 2,29  | 76,94  | 2,30  | 82,11  | 2,33  |
| Slovaquie          | 0,45   |       | 1,06   | 1,10  | 1,30   | 1,22  | 1,80   | 1,70  | 2,05   | 1,92  | 2,07   | 1,74  | 2,09   | 1,81  | 2,45   | 1,84  | 2,84   | 2,00  |
| Slovénie           | 0,31   |       | 0,48   | 0,98  | 0,55   | 1,01  | 0,57   | 1,05  | 0,57   | 1,06  | 0,76   | 1,23  | 0,78   | 1,29  | 0,91   | 1,34  | 0,95   | 1,29  |
| Suède              |        |       |        |       |        |       |        |       |        |       |        |       |        |       |        |       | 13,43  | 2,14  |
| République tchèque | 1,62   | 2,1   | 2,26   | 1,03  | 2,75   | 1,10  | 2,98   | 1,18  | 3,20   | 1,30  | 3,92   | 1,39  | 3,90   | 1,34  | 4,54   | 1,37  | 6,83   | 2,10  |
| Turquie            | 5,80   | 3,8   | 12,97  | 1,51  | 11,17  | 1,82  | 14,09  | 1,85  | 13,40  | 1,86  | 13,14  | 1,61  | 12,29  | 1,36  | 16,61  | 1,50  | 22,78  | 2,09  |